# Sazikov
La maison Sazikov (ou Sazikoff en orthographe vieillie), en cyrillique « Сазиков », est une compagnie d'orfèvrerie fondée en 1810 dans l'Empire russe, fameuse pour ses objets en or, en argent et/ou décorés de pierres précieuses. Elle a reçu de nombreux prix à différentes expositions russes et internationales. Fournisseur de la cour de S.M.I., ce fut l'une des premières maisons d'orfèvrerie à commencer à développer le style néo-russe. Elle est fameuse aussi pour ses représentations sculptées en argent.

## Histoire
C'est en 1793 qu'est fondé un premier atelier d'orfèvre à Moscou par le fils de paysan, Pavel Fiodorovitch Sazikov, né à Pavlovski Possad et mort en 1830. Plus tard, le fondateur et son fils Ignace (Ignaty) sont inscrits dans la classe des marchands et produisent des pièces d'orfèvrerie pour les besoins de l'Église et pour le plaisir des classes aisées.
En 1812, l'atelier laisse la place à une vraie fabrique avec un magasin. Ignace Sazikov (mort en 1879) fait un voyage en Europe occidentale pour apprendre à maîtriser les techniques de production,.
En 1836, le département (ministère) des manufactures et du commerce intérieur édite un décret selon lequel la firme acquiert le statut de fabrique. Ignace Sazikov a organisé la division du travail dans l'usine, ce qui a eu un effet positif sur la productivité. De plus, il a ouvert en 1845 une école d'artisans-orfèvres pour 80 places. En 1837, il a le droit d'ajouter au nom de la fabrique « fabricant de la Cour », ce qui équivaut au titre de « fournisseur de la Cour de S.M.I. ». Il ouvre sa filiale de Saint-Pétersbourg en 1842. En 1843, il importe de France la première machine pour guillochis en Russie. La firme s'inscrit à l'exposition universelle de 1851. Le jury sélectionne neuf œuvres sur des thèmes populaires : un coq, un paysan avec un ours, une villageoise avec une bandoura, une laitière, un chasseur, etc. Pour le candélabre décoré de sujets de la bataille de Koulikovo, la maison Sazikov remporte la médaille d'or.
En 1868, les fils d'Ignace, Pavel et Sergueï, succèdent à leur père aux affaires de Moscou, tandis que le troisième fils, Valentin, succède à la filiale de Saint-Pétersbourg.
Dans les années 1880, le magasin de Saint-Pétersbourg s'installe rue Bolchaïa Morskaïa au n° 29. En 1881, la fabrique de Moscou travaillait pour 58 pouds d'argent à 127 000 roubles, celle de Saint-Pétersbourg pour 67 pouds à 139 000 roubles. Quarante-six employés travaillaient à Moscou et soixante-quatorze à Saint-Pétersbourg. En 1887, la compagnie est vendue à la maison Khlebnikov.

## Œuvres et style

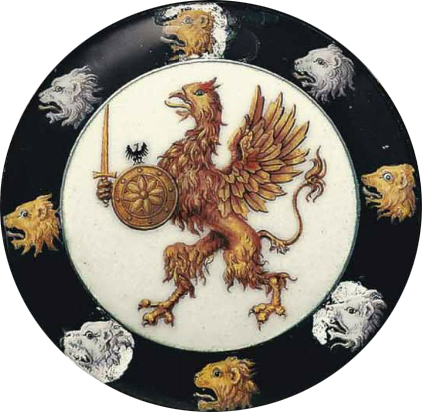
Plat de présentation en argent et émail offert par la noblesse de Smolensk à Alexandre III signé Sazikov (1882).

La maison Sazikov est considérée comme la première à développer le style néo-russe dans l'art de l'orfèvrerie. Elle proposait des articles stylisés en argent comme des chaussures libériennes, des paniers, des maisons de village, des ustensiles, etc. Pour la création d'œuvres plus élaborées, elle faisait appel à des artistes de haut niveau, comme Clodt, Ivan Vitali (en), Solntsev, Lanceray, etc.
Pour le mariage du grand-duc Constantin, Sazikov sort un service d'apparat complet en argent aux ornementations inspirées de l'art byzantin selon des dessins de Fiodor Solntsev. En 2012, un service d'argent massif de Sazikov est découvert dans l'ancien hôtel particulier des Narychkine à Saint-Pétersbourg qui depuis est exposé à l'Ermitage.
Dans le film Le Barbier de Sibérie, Alexandre III accueille sur la place Rouge les régiments avec un gobelet d'argent de chez Sazikov.
Des autorisations spécifiques ont été obtenues pour filmer l'élément original.
Le musée historique d'État de Moscou conserve des services à thé, avec en plus des salières, des cuillères, un nécessaire et autres pièces de chez Sazikov.
La maison Sazikov est identifiée par ses poinçons «ПС», «ИС», «И.С», «САС», «САЗИКОВЪ», «П. САЗИКОВЪ», «САЗИКОВА».

## Récompenses
- Exposition universelle de 1851 à Londres, grand-prix.
- Exposition universelle de 1867 à Paris, grande médaille d'or[7]
- Pour l'exposition universelle de Paris en 1867, Ignace Sazikoff reçoit la Légion d'honneur[8]
- Exposition panrusse d'art et d'industrie de 1882, armoiries d'État (plus haute distinction)

## Hommages
La banque de Russie édite en 2016 en l'honneur de la maison Sazikov une pièce de monnaie d'argent en 925 exemplaires de 169 grammes. L'auteur de l'avers est E.V. Kramskaïa, sculptrice A.A. Dolgopolova ; et du revers A.A. Brinza, sculpteur A.V. Gnidine. Le tirage frappé par le palais de la Monnaie de Saint-Pétersbourg est en 850 exemplaires.
En 2014, le Gokhran (en) organise une exposition intitulée « Les grands maîtres de l'art décoratif du XIXe siècle. La maison d'orfèvrerie Sazikov et ses contemporains ».
En 2017, le Goznak (en) édite une série de sept médailles, consacrées au rayonnement de l'orfèvrerie. L'une d'elles est dédiée à Ignace Sazikov. On voit sur l'avers de la médaille une fameuse représentation sculptée de la « Troïka », conçue sur le modèle de Lanceray.

## Source de la traduction
- (ru) Cet article est partiellement ou en totalité issu de l’article de Wikipédia en russe intitulé « Сазиков (ювелирная фирма) » (voir la liste des auteurs).